# Гиперболическая траектория
Гиперболи́ческая траекто́рия — в астродинамике и небесной механике траектория объекта вокруг центрального тела со скоростью, достаточной для преодоления притяжения центрального тела. Форма траектории в нерелятивистском случае является гиперболой. Эксцентриситет орбиты превышает единицу.
В рамках стандартных предположений тело, движущееся вдоль такой траектории, сможет удалиться на бесконечность, сохранив ненулевую скорость относительно центрального тела. По аналогии с параболической траекторией все гиперболические траектории являются траекториями ухода. Орбитальная энергия в расчете на единицу массы является положительной величиной.
Пролёты мимо планет, используемые при гравитационном манёвре, могут быть представлены в сфере тяготения как гиперболические траектории.

## Параметры, описывающие гиперболическую траекторию
Как и эллиптическую орбиту, гиперболическую траекторию данной системы можно определить (без учёта ориентации) значением большой полуоси и эксцентриситета. Однако другие параметры могут оказаться более полезными для исследования движения тела. В следующей таблице перечислены основные параметры, описывающие движение тела по гиперболической траектории вокруг другого тела.
| Элемент                               | Символ                             | Формула                                    | Представление через {\displaystyle v_{\infty }} (или {\displaystyle a}) и {\displaystyle b} |
| ------------------------------------- | ---------------------------------- | ------------------------------------------ | ------------------------------------------------------------------------------------------- |
| Гравитационный параметр               | {\displaystyle \mu \,}             | {\displaystyle {\frac {v^{2}}{(2/r-1/a)}}} | {\displaystyle bv_{\infty }^{2}\cot \theta _{\infty }}                                      |
| Эксцентриситет (>1)                   | {\displaystyle e}                  | {\displaystyle {\frac {\ell }{r_{p}}}-1}   | {\displaystyle {\sqrt {1+b^{2}/a^{2}}}}                                                     |
| Большая полуось (<0)                  | {\displaystyle a\,\!}              | {\displaystyle 1/(2/r-v^{2}/\mu )}         | {\displaystyle -\mu /v_{\infty }^{2}}                                                       |
| Гиперболический избыток скорости      | {\displaystyle v_{\infty }}        | {\displaystyle {\sqrt {-\mu /a}}}          |                                                                                             |
| Угол между асимптотами (внешний)      | {\displaystyle 2\theta _{\infty }} | {\displaystyle 2\arccos(-1/e)}             | {\displaystyle \pi +2\operatorname {arctg} (b/a)}                                           |
| Прицельное расстояние (малая полуось) | {\displaystyle b}                  | {\displaystyle -a{\sqrt {e^{2}-1}}}        | {\displaystyle }                                                                            |
| Параметр                              | {\displaystyle \ell }              | {\displaystyle a(1-e^{2})}                 | {\displaystyle b^{2}/a=h^{2}/\mu }                                                          |
| Перицентрическое расстояние           | {\displaystyle r_{p}}              | {\displaystyle a(1-e)}                     | {\displaystyle {\sqrt {a^{2}+b^{2}}}+a}                                                     |
| Орбитальная энергия на единицу массы  | {\displaystyle \varepsilon }       | {\displaystyle -\mu /2a}                   | {\displaystyle v_{\infty }^{2}/2}                                                           |
| Угловой момент на единицу массы       | {\displaystyle h}                  | {\displaystyle {\sqrt {\mu \ell }}}        | {\displaystyle bv_{\infty }}                                                                |

### Большая полуось, энергия и гиперболический избыток скорости
Большая полуось не наблюдается непосредственно на гиперболической траектории, но её можно построить как расстояние от перицентра до точки пересечения асимптот. Обычно значение большой полуоси гиперболической орбиты считают отрицательным, тогда многие уравнения эллиптических орбит согласуются с уравнениями гиперболических орбит.
Большая полуось напрямую связана со значением энергии ({\displaystyle \epsilon \,}) или характеристической энергией {\displaystyle C_{3}} орбиты и со скоростью, которую тело имеет при стремлении расстояния к бесконечности, то есть с гиперболическим избытком скорости ({\displaystyle v_{\infty }\,\!}).
{\displaystyle v_{\infty }^{2}=2\epsilon =C_{3}=-\mu /a} or {\displaystyle a=-{\mu /{v_{\infty }^{2}}},}
где {\displaystyle \mu =Gm\,\!} — гравитационный параметр, {\displaystyle C_{3}} — характеристическая энергия, часто используемая при планировании межпланетных миссий.
Заметим, что в случае гиперболической траектории полная энергия положительна. В случае эллиптической траектории полная энергия отрицательна.

### Эксцентриситет и угол между направлением приближения и удаления тела
Эксцентриситет ({\displaystyle e\,}) гиперболической орбиты превышает единицу. Он напрямую связан с углом между асимптотами. При эксцентриситете, немного большем единицы, гипербола имеет вид буквы V. При {\displaystyle e={\sqrt {2}}} асимптоты пересекаются под прямым углом. При {\displaystyle e>2} угол между асимптотами составляет более 120°, перицентрическое расстояние превышает величину большой полуоси. При дальнейшем увеличении эксцентриситета траектория приближается к прямой линии.
Угол между направлением на перицентр и асимптотой из центрального тела является истинной аномалией при стремлении расстояния к бесконечности ({\displaystyle \theta _{\infty }\,}), поэтому {\displaystyle 2\theta _{\infty }\,} является внешним углом к углу между направлениями приближения и удаления тела (между асимптотами). Тогда
{\displaystyle \theta {_{\infty }}=\arccos(-1/e)\,} or {\displaystyle e=-1/\cos \theta {_{\infty }}\,.}

### Прицельный параметр и расстояние наибольшего приближения
Прицельный параметр представляет собой расстояние, на которое тело, если бы продолжило двигаться по невозмущённой траектории, приблизилось к центральному телу в момент наиболее близкого прохождения. Поскольку тела оказывают гравитационное воздействие друг на друга и одно тело движется по гиперболической траектории вокруг другого, то прицельный параметр будет равен малой полуоси гиперболы.
При приближении космического корабля или кометы к планете прицельный параметр и величину скорости на бесконечности требуется знать точно. Если при этом известны параметры центрального тела, то можно определить орбиту приближающегося тела, включая расстояние в перицентре. Если прицельное расстояние меньше радиуса планеты, произойдёт столкновение. Минимальное расстояние (расстояние в перицентре) определяется по формуле
{\displaystyle r_{p}=-a(e-1)=\mu /v{_{\infty }}^{2}({\sqrt {1+(bv{_{\infty }}^{2}/\mu )^{2}}}-1).}
При приближении кометы к Земле (эффективный радиус около 6400 км) со скоростью 12,5 км/с (минимум скорости сближения Земли с телом из внешней области Солнечной системы) соударение не произойдёт при величине прицельного параметра более 8600 км (на 34 % больше радиуса Земли). Телу, приближающемуся к Юпитеру (радиус 70 тыс. км) со скоростью 5 км/с, для исключения соударения потребуется прицельное расстояние более 770 тыс. км, что в 11 раз превышает радиус Юпитера.
Если масса центрального тела неизвестна, то значение гравитационного параметра можно определить по отклонению траектории малого тела, если известна скорость сближения и прицельное расстояние. Поскольку последние величины обычно определяются довольно точно, то с помощью пролёта мимо планеты можно получить оценку её массы.
{\displaystyle \mu =bv_{\infty }^{2}\operatorname {tg} \delta /2}, где {\displaystyle \delta =2\theta _{\infty }-\pi } равно углу, на который отклоняется малое тело от изначальной прямолинейной траектории.

## Уравнения движения

### Положение
На гиперболической траектории истинная аномалия {\displaystyle \theta } связана с расстоянием между обращающимися телами ({\displaystyle r\,}) с помощью уравнения орбиты:
{\displaystyle r={\frac {\ell }{1+e\cdot \cos \theta }}.}
Соотношение между истинной аномалией θ и эксцентрической аномалией E имеет вид
{\displaystyle \operatorname {ch} {E}={{\cos {\theta }+e} \over {1+e\cdot \cos {\theta }}}}     или     {\displaystyle \operatorname {tg} {\frac {\theta }{2}}={\sqrt {\frac {e+1}{e-1}}}\cdot \operatorname {th} {\frac {E}{2}}.}
Эксцентрическая аномалия E связана со средней аномалией M уравнением Кеплера:
{\displaystyle M=e\cdot \operatorname {sh} E-E.}
Средняя аномалия пропорциональна времени:
{\displaystyle M={\sqrt {\frac {\mu }{-a^{3}}}}.(t-\tau ),} где μ — гравитационный параметр, a — большая полуось орбиты.
Угол φ между вектором скорости и перпендикуляром к радиус-вектору определяется выражением
{\displaystyle \operatorname {tg} \varphi ={\frac {e\cdot \sin \theta }{1+e\cdot \cos \theta }}.}

### Скорость
В рамках стандартных предположений орбитальная скорость ({\displaystyle v\,}) тела, движущегося вдоль гиперболической траектории, можно вычислить следующим образом:
{\displaystyle v={\sqrt {\mu \left({2 \over {r}}-{1 \over {a}}\right)}},}
где
{\displaystyle \mu \,} — гравитационный параметр,
{\displaystyle r\,} — расстояние от центрального тела до обращающегося,
{\displaystyle a\,\!} — большая полуось орбиты (в данном случае отрицательна).
При стандартных предположениях для любого положения тела на орбите будет справедливо следующее соотношение между орбитальной скоростью ({\displaystyle v\,}), местной скоростью убегания ({\displaystyle {v_{esc}}\,}) и гиперболическим избытком скорости ({\displaystyle v_{\infty }\,\!}):
{\displaystyle v^{2}={v_{esc}}^{2}+{v_{\infty }}^{2}}
Заметим, что в данном случае достаточно маленькое добавочное значение Δv к скорости, необходимой для удаления тела на бесконечность, приведёт к сильному возрастанию скорости на бесконечном удалении. Например, в точке, где скорость убегания равна 11,2 км/с добавление 0,4 км/с приведёт к гиперболическому избытку скорости 3,02 км/с:
{\displaystyle {\sqrt {11{,}6^{2}-11{,}2^{2}}}=3{,}02.}
Данный пример иллюстрирует эффект Оберта. Проявляется и обратный эффект: телу не нужно сильное замедление по сравнению с гиперболическим избытком скорости (например, торможение атмосферой в точке перицентра) для того, чтобы скорость оказалась меньше скорости убегания и тело было захвачено притягивающим центром.

## Радиальная гиперболическая траектория
Радиальная гиперболическая траектория является непериодической радиальной траекторией, при которой относительная скорость движения тел всегда превышает скорость убегания. Существуют два случая: тела движутся друг от друга или друг к другу. Подобная орбита является гиперболической орбитой с нулевой малой полуосью, эксцентриситет равен единице.

## Релятивистская задача двух тел
В контексте задачи двух тел в общей теории относительности траектории объектов, энергия которых достаточна для преодоления гравитационного притяжения друг другом, не имеют форму гиперболы. Всё же термин гиперболическая траектория применяется для описания орбит такого типа.